# Indépendants pour le changement
Indépendants pour le changement (en irlandais : Neamhspleáigh ar son an Athraithe, en anglais : Independents 4 Change, en anglais : four et for (« pour ») se prononçant de la même manière) est un parti politique irlandais socialiste fondé en 2014. Son nom précédent jusqu’en 2015 était Independents for Equality Movement.
Clare Daly et Mick Wallace sont élus députés européens en mai 2019 mais échouent à se faire réélire lors des élections de 2024.

## Résultats

### Élections législatives
| Année | Voix   | %    | Rang | Élus    | Gouvernement        |
| ----- | ------ | ---- | ---- | ------- | ------------------- |
| 2016  | 31 365 | 1,47 | 9e   | 4 / 158 | Opposition          |
| 2020  | 8 421  | 0,39 | 9e   | 1 / 160 | Opposition          |
| 2024  | 5 166  | 0,23 | 14e  | 0 / 174 | Extra-parlementaire |

### Élections européennes
| Année | Voix    | %    | Position | Élus   | Groupe              |
| ----- | ------- | ---- | -------- | ------ | ------------------- |
| 2019  | 124 085 | 7,40 | 5e       | 2 / 13 | GUE/NGL             |
| 2024  | 79 658  | 4,58 | 6e       | 0 / 14 | Extra-parlementaire |